# Limousin
Limousin (wym. [limuzɛ̃]) – kraina historyczna i w latach 1982–2015 region administracyjny Francji. Stolicą jest Limoges.
Region położony jest w środkowej części Francji. Graniczy z innymi regionami: od wschodu z Owernią, od południa z Midi-Pireneje, od zachodu z Akwitanią i Poitou-Charentes a od północy z Regionem Centralnym.
Region liczy ok. 750 000 mieszkańców, co sprawia, że po Korsyce, jest drugim w kolejności najmniej zaludnionym regionem Francji. Oprócz stolicy regionu, Limoges, inne większe miasta to: Brive-la-Gaillarde, Tulle, Guéret.
Główne rzeki: Vienne, Dordogne, Charente.